# Sinfonia n. 8 (Šostakovič)
La Sinfonia n. 8 in Do minore (Op. 65) di Dmitrij Šostakovič è stata scritta nel 1943 ed eseguita per la prima volta diretta da Evgenij Mravinskij il 4 novembre dello stesso anno.

## Storia
La seconda sinfonia "bellica" ritrae il cordoglio del maestro per la seconda guerra mondiale. Tra la precedente settima, che descrive la guerra, e la successiva, che omaggia la Russia, Šostakovič infatti scrive questa sinfonia impostandola come un "requiem", un lamento per i caduti della guerra.
La ricerca di una compattezza spinse il maestro ad unire gli ultimi tre movimenti, che contrastano con una gigantesca prima parte-movimento bipartito. In mezzo troviamo, isolatamente, il primo Scherzo (Allegretto), mentre il secondo (Allegro non troppo) si pone all'inizio del secondo "blocco" sinfonico. La sinfonia è, per durata, inferiore alla sola settima.
L'intervallo di seconda è usato spesso nella sinfonia:
- Il primo movimento si apre con le note Do - Si bemolle - Do;
- Il secondo movimento ha come tema le note Re bemolle - Do - Re bemolle;
- Nel terzo movimento il tema è Mi - Fa - Mi, separati però da un'ottava;
- Nell'ultimo movimento il tema è Do - Re - Do.

## Struttura
La sinfonia dura all'incirca 60 minuti, ed è composta da cinque movimenti:

### Adagio - Allegro non troppo
Il primo movimento ha una qualche somiglianza con l'attacco della Quinta sinfonia. Si apre infatti con un drammatico motivo suonato fortissimo in ottava. Vi appare anche un accenno alla Settima. Il secondo tempo, adagiato su un 5/4, melodia e accompagnamento sembrano procedere a ritmi diversi. La seconda parte del movimento, che inizia con uno squillo di trombe simile all'Inno di Mameli, citato forse involontariamente, intorno al 13º minuto, porta all'apice della tensione, in una ferocia quasi mai intravista nelle opere precedenti.

### Allegretto
Šostakovič descriveva questo movimento "una marcia con elementi di uno scherzo".

### Allegro non troppo
Il terzo tempo è basato su un tema, ripetuto per tutto il movimento da vari strumenti, a cui si sovrappongono delle "frecciate" sonore.
Una macchina incessabile, inarrestabile che intorno al 3º minuto pare svanire, per lasciare spazio ad una più giocosa sezione, ma che dopo poco ritorna ad essere quella iniziale. Il tema dell'inizio si ripresenta, e sfocia stavolta, con l'entrata ulteriore dei timpani, in un inarrestabile crescendo che porta all'inizio del movimento successivo, con un clima di estrema violenza.

### Largo
Dall'esplosione sonora del terzo, si passa a questo nuovo movimento proseguendo l'agghiacciante "macchina in corso". Qui un basso di passacaglia viene ripetuto dodici volte. La melodia è tenuta, senza forma. I suoni del corno, dell'ottavino, del flauto fanno sprofondare in un clima di depressione mentale. L'ulteriore mancanza di melodie non orecchiabili rendono questo movimento difficile da capire ed assimilare.

### Allegretto
La sinfonia pare qui rasserenarsi un pochino, e dopo diversi episodi svagati, pare dissolversi entro particolari ambiguità.

## Registrazioni
- "Shostakovic, The symphonies", Vladimir Ashkenazy, Royal Philharmonic Orchestra